# 垒壁阵四
壘壁陣四（英語：Delta Capricorni，摩羯座δ ）是位於摩羯座（海山羊）的一個距離我們39光年的多星系統。而該系統的主星是一顆白巨星，其成員的總光度組合使其成為該星座中最亮的恒星。
這個系統包括由食雙星的壘壁陣四A，和兩顆伴星B和C組成。A的兩個組成部分本身被命名為壘壁陣四Aa，正式名稱為 Deneb Algedi（/ˌdɛnɛb ælˈdʒiːdiː/，是系統的傳統名稱），和Ab。
壘壁陣四位於黃道以南2.6度，可被月球遮蔽，也可以被行星遮蔽（很少）。

## 命名
壘壁陣四在拜耳命名法的名稱是δ Capricorni（摩羯座δ，拉丁文是Delta Capricorni）。光學望遠鏡可以分辨的三個成員分別標示為壘壁陣四A、B、與C來稱呼；A是食雙星，其兩顆成員以國際天文學聯合會（IAU）認可《華盛頓雙星目錄》（WDS）使用的Aa和Ab標示。
系統的傳統名稱為Deneb Algedi，源於阿拉伯文的ذنب الجدي （ðanab al-jady），意思是山羊的尾巴，指天上海山羊摩羯座和"Scheddi"的魚尾。在2016年，國際天文學聯合會組織了恆星名稱工作組（WGSN），編目並規範恆星的專有名稱。WGSN决定將專有名稱歸於單個恒星，而不是整個多星系統。WGSN於2017年2月1日核定壘壁陣四Aa的名稱為Deneb Algedi，現時已被列入IAU公布的恆星名錄。
在中國天文學，摩羯座δ的名稱是「壘壁陣四」，意思是壘壁陣（中國星官）的第四顆星。這是指它存在於被稱為壘壁陣的星群中，其中還包括摩羯座κ、摩羯座ε、摩羯座γ、寶瓶座ι、寶瓶座λ、寶瓶座σ、寶瓶座φ、雙魚座27、雙魚座29、雙魚座33、雙魚座30 。

## 觀測史
1906年，羅威爾天文台的天文學家維斯托·斯里弗（英語：Vesto Slipher）發現壘壁陣四A是一顆光譜雙星。1921年，克利福德·克倫普（英語：Clifford Crump）使用在耶基斯天文台測得的69個徑向速度值，確定它的軌道。然而，系統的食雙星性質直到1956年才由利克天文台的奧林·艾根（英語：Olin J. Eggen）發現。
1951年、1962年和1988年曾觀測過月掩星。
壘壁陣四在1957年被公認為金屬線恆星，並於1958年列入磁星目錄。它也與極紫外和無線電源有關，據信是來自伴星的日冕活動。

## 恒星系统

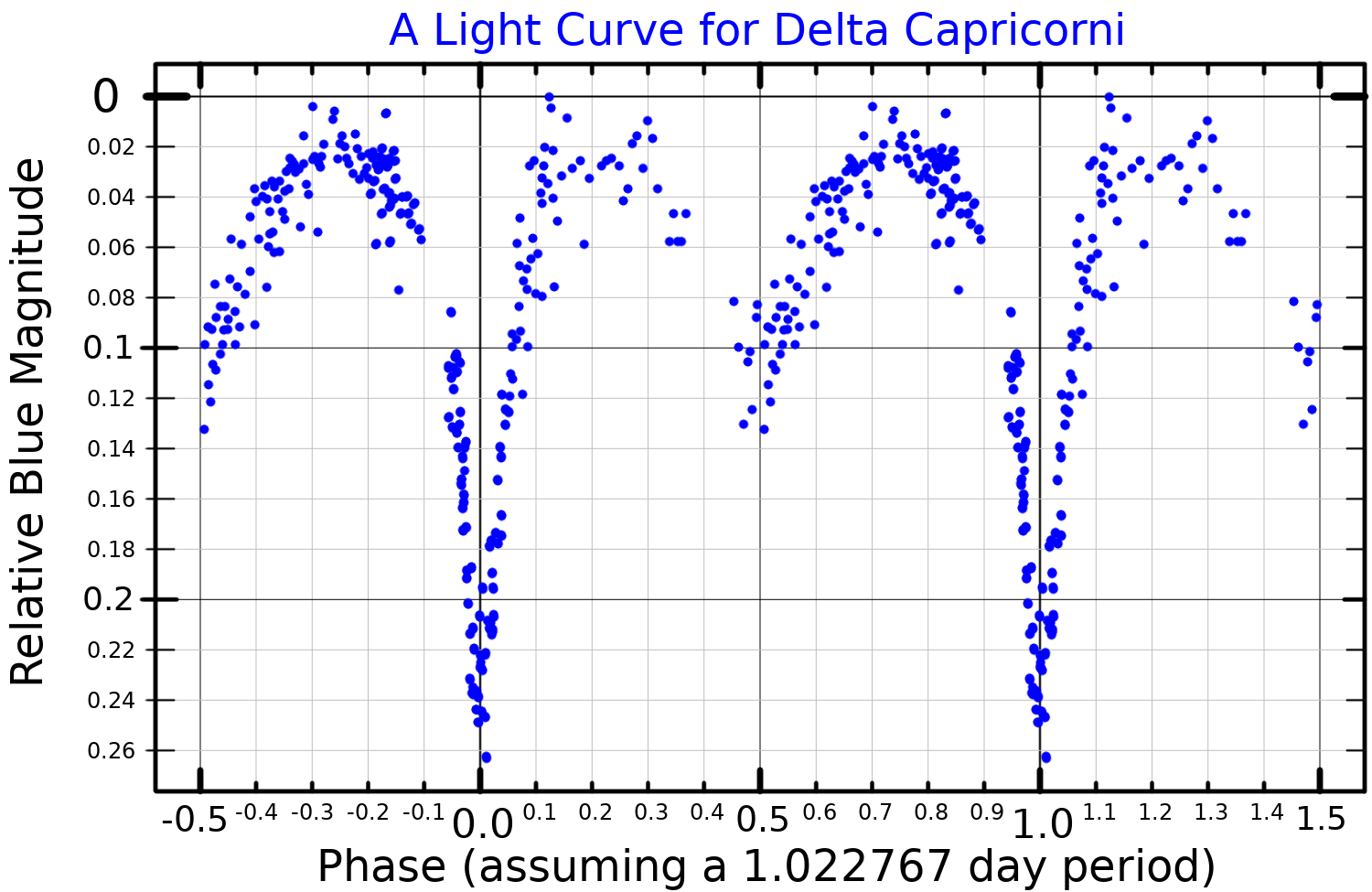
壘壁陣四的藍通道光變曲線，改編自勞埃德和沃納科特（1994）。

壘壁陣四A是一顆軌道週期1.022768日的大陵五型食雙星，傾斜靠近地球的視線。這一對的峰值視星等為2.81。在主星食期間，這個星等下降0.24，當主星食伴星時，星等下降0.09。
壘壁陣四A整體的恆星分類為A7m III，表明它是一顆巨星，並且已經耗盡了其核心供應的氫氣。更具體地說，這是一顆特殊的Am星，在修改後的MK系統下，光譜類型為kA5hF0mF2 III。這些符號表示鈣K線與A5星的溫度相匹配，氫光譜類型與F0星相匹配，金屬吸收線則與F2星相匹配。
在過去，這顆恒星被懷疑是盾牌座δ型變星，這對於Am恆星來說是罕見的。這一分類在1994年的觀測中受到質疑，它很可能不是內因變星（本質變星）。主星的質量是太陽質量的兩位，其半徑幾乎是太陽的二倍。它以105 km s−1的投影旋轉速度快速旋轉（這個自轉速率與軌道週期是同步的>。）。請注意，Am恆星具有如此高的自轉速度是不尋常的。。恆星的外層在7,301K的有效溫度下輻射能量，賦予它是A型的恆星。伴星成分是G型或K-type恆星，質量約為太陽質量的90%。
它有兩顆光學夥伴。一顆15等星距離主星1弧分，而一顆13等星距離主星超過2弧分，並且距離還在增加中。

## 在文化中
根據西洋占星術，摩羯座δ尾巴的靈活與否反映在它與好運和壞運的關聯上
。它是中世紀占星術中十五顆貝赫尼安恆星中的一顆，與玉髓、墨角蘭和卡巴拉符號相關。

## 延伸阅读
- Malasan, H. L.;  et al. . Astronomical Journal. 1989, 97: 499–504. Bibcode:1989AJ.....97..499M. doi:10.1086/114999.

## 外部連結
- . Heavens Above. Hipparcos Star Catalog Entry.   [2008-06-21]. （原始内容存档于2007-09-27）.
- Kaler, Jim. . University of Illinois. STARS.   [2017-04-25]. （原始内容存档于2022-12-05）.